# Omnium féminin aux Jeux olympiques d'été de 2012
Navigation
Rio de Janeiro 2016
L'omnium féminin, épreuve de cyclisme sur piste des Jeux olympiques d'été de 2012 a lieu les 6 et 7 août 2012 sur le Vélodrome de Londres. C'est la première fois que l'épreuve est au programme des Jeux.

## Format de la compétition
Chaque épreuve donne lieu à un classement individuel. Les classements des coureuses sur les épreuves sont cumulés. La vainqueur de l'omnium est la coureuse totalisant le moins de points à l'issue des épreuves. En cas d'ex-aequo, la vainqueur est la coureuse ayant réalisé le meilleur temps cumulé lors des épreuves contre-la-montre.
L'omnium comprend six épreuves se déroulant sur deux journées selon l'ordre ci-après :
1. Tour lancé[2]
2. Course aux points[3]
3. Course à l'élimination
4. Poursuite individuelle[4]
5. Scratch
6. Contre-la-montre[5]

## Programme
Tous les temps correspondent à l'UTC+1
| Date              | Horaire                 | Manche                                                            |
| ----------------- | ----------------------- | ----------------------------------------------------------------- |
| Lundi 6 août 2012 | 16 h 10 17 h 05 18 h 20 | Tour lancé Course aux points Course par élimination               |
| Mardi 7 août 2012 | 10 h 15 16 h 10 16 h 50 | Poursuite individuelle Course scratch 500 mètres contre-la-montre |

## Résultats

### Tour lancé
| Rang | Cycliste           | Pays             | Temps    |
| ---- | ------------------ | ---------------- | -------- |
| 1    | Laura Trott        | Grande-Bretagne  | 14 s 057 |
| 2    | Clara Sanchez      | France           | 14 s 058 |
| 3    | Annette Edmondson  | Australie        | 14 s 261 |
| 4    | Kirsten Wild       | Pays-Bas         | 14 s 335 |
| 5    | Sarah Hammer       | États-Unis       | 14 s 369 |
| 6    | Leire Olaberría    | Espagne          | 14 s 463 |
| 7    | Tara Whitten       | Canada           | 14 s 516 |
| 8    | Marlies Mejías     | Cuba             | 14 s 554 |
| 9    | Huang Li           | Chine            | 14 s 571 |
| 10   | Jolien D'Hoore     | Belgique         | 14 s 594 |
| 11   | Hsiao Mei-yu       | Taipei chinois   | 14 s 662 |
| 12   | Tatsiana Sharakova | Biélorussie      | 14 s 701 |
| 13   | Malgorzata Wojtyra | Pologne          | 14 s 754 |
| 14   | Lee Min-Hye        | Corée du Sud     | 14 s 793 |
| 15   | Evgenia Romanyuta  | Russie           | 14 s 909 |
| 16   | Joanne Kiesanowski | Nouvelle-Zélande | 14 s 924 |
| 17   | Angie González     | Venezuela        | 15 s 115 |
| 18   | María Luisa Calle  | Colombie         | 15 s 559 |

### Course aux points
| Rang | Cycliste           | Pays             | Tours | Points |
| ---- | ------------------ | ---------------- | ----- | ------ |
| 1    | Malgorzata Wojtyra | Pologne          | 1     | 34     |
| 2    | Tatsiana Sharakova | Biélorussie      | 1     | 28     |
| 3    | Tara Whitten       | Canada           | 1     | 28     |
| 4    | Jolien D'Hoore     | Belgique         | 1     | 25     |
| 5    | Sarah Hammer       | États-Unis       | 1     | 25     |
| 6    | Evgenia Romanyuta  | Russie           | 1     | 24     |
| 7    | Joanne Kiesanowski | Nouvelle-Zélande | 1     | 22     |
| 8    | María Luisa Calle  | Colombie         | 1     | 22     |
| 9    | Angie González     | Venezuela        | 1     | 20     |
| 10   | Laura Trott        | Grande-Bretagne  | 0     | 14     |
| 11   | Annette Edmondson  | Australie        | 0     | 10     |
| 12   | Marlies Mejías     | Cuba             | 0     | 4      |
| 13   | Leire Olaberría    | Espagne          | 0     | 3      |
| 14   | Lee Min-Hye        | Corée du Sud     | 0     | 3      |
| 15   | Huang Li           | Chine            | 0     | 2      |
| 16   | Kirsten Wild       | Pays-Bas         | 0     | 2      |
| 17   | Hsiao Mei-yu       | Taipei chinois   | 0     | 2      |
| 18   | Clara Sanchez      | France           | 0     | 0      |

### Course par élimination
| Rang | Cycliste           | Pays             |
| ---- | ------------------ | ---------------- |
| 1    | Laura Trott        | Grande-Bretagne  |
| 2    | Sarah Hammer       | États-Unis       |
| 3    | Annette Edmondson  | Australie        |
| 4    | Evgenia Romanyuta  | Russie           |
| 5    | Kirsten Wild       | Pays-Bas         |
| 6    | Jolien D'Hoore     | Belgique         |
| 7    | Joanne Kiesanowski | Nouvelle-Zélande |
| 8    | Tara Whitten       | Canada           |
| 9    | Marlies Mejías     | Cuba             |
| 10   | Malgorzata Wojtyra | Pologne          |
| 11   | Lee Min-Hye        | Corée du Sud     |
| 12   | Leire Olaberría    | Espagne          |
| 13   | Clara Sanchez      | France           |
| 14   | María Luisa Calle  | Colombie         |
| 15   | Tatsiana Sharakova | Biélorussie      |
| 16   | Huang Li           | Chine            |
| 17   | Hsiao Mei-yu       | Taipei chinois   |
| 18   | Angie González     | Venezuela        |

### Poursuite individuelle
| Rang | Cycliste           | Pays             | Temps          |
| ---- | ------------------ | ---------------- | -------------- |
| 1    | Sarah Hammer       | États-Unis       | 3 min 29 s 554 |
| 2    | Laura Trott        | Grande-Bretagne  | 3 min 30 s 547 |
| 3    | Tara Whitten       | Canada           | 3 min 31 s 114 |
| 4    | Annette Edmondson  | Australie        | 3 min 35 s 958 |
| 5    | Tatsiana Sharakova | Biélorussie      | 3 min 38 s 301 |
| 6    | Kirsten Wild       | Pays-Bas         | 3 min 39 s 741 |
| 7    | María Luisa Calle  | Colombie         | 3 min 40 s 349 |
| 8    | Jolien D'Hoore     | Belgique         | 3 min 41 s 495 |
| 9    | Marlies Mejías     | Cuba             | 3 min 41 s 897 |
| 10   | Evgenia Romanyuta  | Russie           | 3 min 42 s 301 |
| 11   | Joanne Kiesanowski | Nouvelle-Zélande | 3 min 44 s 971 |
| 12   | Malgorzata Wojtyra | Pologne          | 3 min 45 s 083 |
| 13   | Huang Li           | Chine            | 3 min 45 s 610 |
| 14   | Leire Olaberría    | Espagne          | 3 min 46 s 317 |
| 15   | Lee Min-Hye        | Corée du Sud     | 3 min 46 s 871 |
| 16   | Hsiao Mei-yu       | Taipei chinois   | 3 min 49 s 051 |
| 17   | Angie González     | Venezuela        | 3 min 54 s 926 |
| 18   | Clara Sanchez      | France           | 3 min 56 s 800 |

### Course scratch
| Rang | Cycliste           | Pays             | Tours |
| ---- | ------------------ | ---------------- | ----- |
| 1    | Annette Edmondson  | Australie        | 0     |
| 2    | Sarah Hammer       | États-Unis       | 0     |
| 3    | Laura Trott        | Grande-Bretagne  | 0     |
| 4    | Kirsten Wild       | Pays-Bas         | 0     |
| 5    | Jolien D'Hoore     | Belgique         | 0     |
| 6    | Tara Whitten       | Canada           | 0     |
| 7    | Joanne Kiesanowski | Nouvelle-Zélande | 0     |
| 8    | Huang Li           | Chine            | 0     |
| 9    | Lee Min-Hye        | Corée du Sud     | 0     |
| 10   | Evgenia Romanyuta  | Russie           | 0     |
| 11   | María Luisa Calle  | Colombie         | 0     |
| 12   | Tatsiana Sharakova | Biélorussie      | 0     |
| 13   | Malgorzata Wojtyra | Pologne          | 0     |
| 14   | Marlies Mejías     | Cuba             | 0     |
| 15   | Hsiao Mei-yu       | Taipei chinois   | 0     |
| 16   | Leire Olaberría    | Espagne          | 0     |
| 17   | Angie González     | Venezuela        | 0     |
| 18   | Clara Sanchez      | France           | 0     |

### 500 mètres contre-la-montre
| Rang | Cycliste           | Pays             | Temps    |
| ---- | ------------------ | ---------------- | -------- |
| 1    | Laura Trott        | Grande-Bretagne  | 35 s 110 |
| 2    | Annette Edmondson  | Australie        | 35 s 140 |
| 3    | Clara Sanchez      | France           | 35 s 451 |
| 4    | Sarah Hammer       | États-Unis       | 35 s 900 |
| 5    | Marlies Mejías     | Cuba             | 35 s 912 |
| 6    | Huang Li           | Chine            | 36 s 315 |
| 7    | Joanne Kiesanowski | Nouvelle-Zélande | 36 s 360 |
| 8    | Leire Olaberría    | Espagne          | 36 s 393 |
| 9    | Hsiao Mei-yu       | Taipei chinois   | 36 s 482 |
| 10   | Tara Whitten       | Canada           | 36 s 509 |
| 11   | Lee Min-Hye        | Corée du Sud     | 36 s 547 |
| 12   | Jolien D'Hoore     | Belgique         | 36 s 585 |
| 13   | Tatsiana Sharakova | Biélorussie      | 36 s 748 |
| 14   | Malgorzata Wojtyra | Pologne          | 36 s 790 |
| 15   | Kirsten Wild       | Pays-Bas         | 37 s 152 |
| 16   | Evgenia Romanyuta  | Russie           | 37 s 308 |
| 17   | Angie González     | Venezuela        | 37 s 578 |
| 18   | María Luisa Calle  | Colombie         | 37 s 937 |

## Classement général final
| Rang                                | Cycliste           | Pays             | TL | CP | CE | PI | CS | 500 | Total |
| ----------------------------------- | ------------------ | ---------------- | -- | -- | -- | -- | -- | --- | ----- |
| Médaille d'or, Jeux olympiques      | Laura Trott        | Grande-Bretagne  | 1  | 10 | 1  | 2  | 3  | 1   | 18    |
| Médaille d'argent, Jeux olympiques  | Sarah Hammer       | États-Unis       | 5  | 5  | 2  | 1  | 2  | 4   | 19    |
| Médaille de bronze, Jeux olympiques | Annette Edmondson  | Australie        | 3  | 11 | 3  | 4  | 1  | 2   | 24    |
| 4                                   | Tara Whitten       | Canada           | 7  | 3  | 8  | 3  | 6  | 10  | 37    |
| 5                                   | Jolien D'Hoore     | Belgique         | 10 | 4  | 6  | 8  | 5  | 12  | 45    |
| 6                                   | Kirsten Wild       | Pays-Bas         | 4  | 16 | 5  | 6  | 4  | 15  | 50    |
| 7                                   | Joanne Kiesanowski | Nouvelle-Zélande | 16 | 7  | 7  | 11 | 7  | 7   | 55    |
| 8                                   | Marlies Mejías     | Cuba             | 8  | 12 | 9  | 9  | 14 | 5   | 57    |
| 9                                   | Tatsiana Sharakova | Biélorussie      | 12 | 2  | 15 | 5  | 12 | 13  | 59    |
| 10                                  | Evgenia Romanyuta  | Russie           | 15 | 6  | 4  | 10 | 10 | 16  | 61    |
| 11                                  | Malgorzata Wojtyra | Pologne          | 13 | 1  | 10 | 12 | 13 | 14  | 63    |
| 12                                  | Huang Li           | Chine            | 9  | 15 | 16 | 13 | 8  | 6   | 67    |
| 13                                  | Leire Olaberría    | Espagne          | 6  | 13 | 12 | 14 | 16 | 8   | 69    |
| 14                                  | Clara Sanchez      | France           | 2  | 18 | 13 | 18 | 18 | 3   | 72    |
| 15                                  | Lee Min-Hye        | Corée du Sud     | 14 | 14 | 11 | 15 | 9  | 11  | 74    |
| 16                                  | María Luisa Calle  | Colombie         | 18 | 8  | 14 | 7  | 11 | 18  | 76    |
| 17                                  | Hsiao Mei-yu       | Taipei chinois   | 11 | 17 | 17 | 16 | 15 | 9   | 85    |
| 18                                  | Angie González     | Venezuela        | 17 | 9  | 18 | 17 | 17 | 17  | 95    |